# Karl von Lützow
Karl von Lützow (født 25. december 1832 i Göttingen, død 22. april 1897 i Wien) var en tysk kunsthistoriker. 